# Cheumatopsyche simplex
Cheumatopsyche simplex är en nattsländeart som beskrevs av Douglas E. Kimmins 1963. Cheumatopsyche simplex ingår i släktet Cheumatopsyche och familjen ryssjenattsländor. Inga underarter finns listade i Catalogue of Life.